# Rudolph, the Red-Nosed Reindeer: The Movie
Rudolph, the Red-Nosed Reindeer: The Movie (bra: Rudolph - A Rena do Nariz Vermelho, O Filme; prt: Rudolfo, a Rena do Nariz Vermelho: O Filme ou Rudolfo: O Filme) é um longa-metragem de animação norte-americano produzido em 1998 pela GoodTimes Entertainment e Rudolph Productions.
É inspirado nas canções "Wonderful Christmastime", interpretado por Wings, e "Rudolph The Red-Nosed Reindeer".

## Premissa
Rudolph é uma renazinha que sonha em puxar o trenó do Papai Noel. No entanto, ele nasceu com um nariz vermelho, que emite uma luz reluzente. Seus colegas da escola caçoam dele por causa da cor do seu nariz e acreditam que ele nunca será capaz de puxar o trenó. Sua única admiradora é uma atraente rena chamada Zoey. Alguns anos depois, já um pouco mais crescido, Rudolph tenta competir pelo direito de puxar o trenó, mas acaba sendo expulso dos jogos por causa de seu nariz. Magoado com tudo isso, Rudolph foge para o deserto do Pólo Norte, onde encontra um bondoso urso polar chamado Leonardo e uma raposa do ártico chamado Slyly. Quando sua amiguinha Zoey é capturada pela malvada Rainha Gélida Stormella, Rudolph e seus novos amigos decidem salvá-la. Enquanto isso, Papai Noel se prepara para cancelar o voo da véspera de Natal, por causa da forte tempestade que o impede de enxergar o caminho. Então Rudolph terá que ajudá-lo a salvar o Natal.

## Elenco de dublagem
Os nomes na lista foram transcritos dos créditos finais do filme.
| Personagem (nome original)   | Voz original em inglês    | Personagem (nome na dublagem) | Personagem (nome na dobragem) | Dublagem Brasileira              | Dobragem Portuguesa |
| ---------------------------- | ------------------------- | ----------------------------- | ----------------------------- | -------------------------------- | ------------------- |
| Rudolph (younger)            | Eric Pospisil             | Rodolfo                       | Rudolfo                       | Raphael Barioni                  | Helena Montez       |
| Rudolph (older)              | Kathleen Barr             | Rudolph                       | Rudolfo                       | Yuri Chesman                     | Helena Montez       |
| Santa Claus                  | John Goodman              | Papai Noel                    | Pai Natal                     | Arakén Saldanha                  | José Neves          |
| Stormella                    | Whoopi Goldberg           | Stormella                     | Brisela                       | Isaura Gomes                     | Helena Isabel       |
| Mrs. Claus                   | Debbie Reynolds           | Mamãe Noel                    | Mãe Natal                     | Maralise Tartarine               | Helena Montez       |
| Leonard the Polar Bear       | Bob Newhart               | Leonard                       | Leonardo                      | Sérgio Galvão                    | José Neves          |
| Slyly the Fox                | Eric Idle                 | Slyly                         | Manhas                        | Luíz Antônio Lobue               | Heitor Lourenco     |
| Boone                        | Richard Simmons           | Boone                         |                               | Silvio Giraldi                   | Carlos Freixo       |
| Doggle                       | Alec Willows              | Doggle                        |                               |                                  | André Maia          |
| Ridley, Stormella's Butler   | Lee Tockar                | Ridley                        | Ruca                          | Sérgio Moreno                    | Pedro Fernandes     |
| Mitzi, Rudolph's Mother      | Debbie Reynolds           | Mitzi, Mãe de Rodolfo         | Mãe do Rudolfo                | Márcia Regina                    | Helena Isabel       |
| Blitzen, Rudolph's Father    | Garry Chalk               | Ligeiro, Pai de Rodolfo       | Pai do Rudolfo                | Renato Márcio                    | José Neves          |
| Arrow                        | Christopher Gray          | Arco                          |                               | Fábio Lucindo[carece de fontes?] | Pedro Fernandes     |
| Young Zoey                   | Vanessa Morley            | Zoey                          | Zélia                         | Fernanda Bullara                 | Sandra de Castro    |
| Older Zoey                   | Myriam Sirios (sic)       |                               | Zélia                         | Jussara Marques                  | Sandra de Castro    |
| Zoey's Mother                | Elizabeth Carol Savenkoff |                               | Mãe de Zélia                  | Márcia Regina                    | Helena Isabel       |
| Mrs. Prancer, School Teacher | Debbie Reynolds           | Sra. Alce                     | Professora                    | Rosa María Baroli                | Helena Isabel       |
| Aurora the Sprite            | Elizabeth Carol Savenkoff | Aurora                        | Aurora                        | Fátima Noya                      | Sandra de Castro    |
| Glitter the Sprite           | Myriam Sirois             | Reluzente                     | Luzira                        | Silvia Suzy                      | Helena Montez       |
| Sparkle the Sprite           | Cathy Weseluck            | Cintilante                    | Brilha                        | Márcia Regina                    | Helena Isabel       |
| Twinkle the Sprite           | Kathleen Barr             | Brilhante                     | Twinkle                       | Rita Almeida                     | Sandra de Castro    |
| Milo the Elf                 | Lee Tockar                | Milo                          | Milo                          | Cássius Romero                   | Heitor Lourenco     |
| Elf Referee at Games         | Paul Dobson               | Elfo dos Jogos                |                               | Marcos Hailer                    | José Neves          |
| Comet                        | Colin Murdock             | Cometa                        |                               | Márcio Araújo                    | José Neves          |
| Cupid                        | David Kaye                | Cupido                        |                               | Marcelo Pissardini               | Heitor Lourenco     |
| Dasher                       | Paul Dobson               | Vigoroso                      |                               | Ivo Roberto                      | Pedro Fernandes     |
| Dancer                       | Terry Klassen             | Dançarino                     |                               | Cássius Romero                   | José Neves          |
| Donner                       | Christopher Gray          | Perito                        |                               |                                  | Heitor Lourenco     |
| Prancer                      | Alec Willows              | Saltador                      |                               |                                  | Pedro Fernandes     |
| Vixen                        | Lee Tockar                | Raposa                        |                               | Márcio Araújo                    | Helena Montez       |
| Schoolroom Buck #1           | Tyler Thompson            |                               |                               |                                  |                     |
| Schoolroom Doe #1            | Myriam Sirois             |                               |                               |                                  |                     |
| Elf Crowd Member #1          | Cathy Weseluck            |                               |                               |                                  |                     |
| Elf Crowd Member #2          | Jim Byrne                 |                               |                               |                                  |                     |
| Elf Crowd Member #3          | Elizabeth Carol Savenkoff |                               |                               |                                  |                     |

Versão brasileira : Dubla Vídeo
Musica: Nil Bernardes
Cantores: Nil Bernardes (Rudolph, Syly, Papai Noel), Marion Camargo (Zoey, Fadinhas da Aurora Boreal) e Nísia Moraes (Mitzi, Stormella)